# Флауэр, Джордж
Джордж Бак Флауэр (англ. George Buck Flower; род. 28 октября 1937, Милтон-Фриуотер, Орегон, США — ум. 18 июня 2004, Лос-Анджелес, Калифорния) — американский характерный актёр, сценарист, продюсер, художник и кастинг-менеджер. Наиболее известен по участию в фильмах Джона Карпентера.
Скончался в 2004 от рака.

## Карьера

### Начало карьеры
Работать в киноиндустрии начал в 1970, играл во второсортных комедия и фильмах ужасов. Под псевдонимом С. Д. ЛаФлёр (англ. C.D. LaFleure) в 1975 снимался в эротическом фильме «Ильза, волчица СС» в одной из главных ролей и получил первую известность как актёр. Также в 1971 он был помощником оператора для фильма «Эротические приключения Пиноккио», в 1973 работает художником-декоратором на съемках триллера «Teenage Innocence», а в 1977 пишет сценарии для «Joyride to Nowhere» (боевик с элементами роуд-муви) и «Drive In Massacre» (подростковый слэшер).

### Работа с Джоном Карпентером
В 1980 Джордж играет роль Томми Уоллеса в фильме ужасов «Туман», с которого и начинается длительное (15 лет) сотрудничество актёра со знаменитым Джоном Карпентером. Он снимался в таких его фильмах, как: «Побег из Нью-Йорка» (1981), «Человек со звезды» (1984), «Чужие среди нас» (1988), «Мешки для трупов» (1993) и «Деревня проклятых» (1995).

### Амплуа
Обычно Джордж Флауэр играл роли пьяниц, бездомных или бродяг, в основном благодаря своей грубоватой внешности. Он играл бомжа Рэда ("Крысу") в известном научно-фантастическом фильме "Назад в будущее" (Часть 1 (1985 г.) и часть 2 (1989 г.)), а также играл бомжа в фантастическом боевике «Чужие среди нас» (1988).

## Фильмография
| Год  | Фильм                                         | Роль                              | Примечания                                 |
| ---- | --------------------------------------------- | --------------------------------- | ------------------------------------------ |
| 1973 | Teenage Innocence                             |                                   | Художник-декоратор                         |
| 1975 | Ильза, волчица СС                             | Бинз, американец                  | Главная роль                               |
| 1976 | Ильза — хранительница гарема нефтяного шейха  | нищий                             |                                            |
| 1977 | Drive In Massacre                             | подозреваемый                     | Также сценарист                            |
| 1979 | Отвяжись                                      | попрошайка                        | Ассоциированный продюсер                   |
| 1980 | Туман                                         | Томми Уоллес                      | Режиссёр: Джон Карпентер                   |
| 1981 | Побег из Нью-Йорка                            | пьяный мужчина                    | Режиссёр: Джон Карпентер                   |
| 1983 | Человек со звезды                             | повар                             | Режиссёр: Джон Карпентер                   |
| 1985 | Назад в будущее                               | Рэд                               | Пьяный мужчина, кричавший на Марти Макфлая |
| 1987 | Ночной охотник                                | Трамп                             | Также сопродюсер                           |
| 1987 | Снимайте с себя всё                           | Отец Эллисон (в титрах не указан) | Также сценарист и линейный продюсер        |
| 1987 | Мотель Бейтса                                 | бродяга                           | В титрах: Buck Flower                      |
| 1988 | Лагерь девушек-болельщиц                      | Поп                               | Видеофильм                                 |
| 1988 | Маньяк-полицейский                            | жертва маньяка                    |                                            |
| 1988 | Тыквоголовый                                  | мистер Уоллес                     |                                            |
| 1988 | Мак и я                                       | охранник                          |                                            |
| 1988 | Чyжие среди нас                               | бродяга                           | Режиссёр: Джон Карпентер                   |
| 1989 | Закат: Вампиры в изгнании                     | Бэйли                             |                                            |
| 1989 | Назад в будущее II                            | Рэд                               |                                            |
| 1990 | Повелитель кукол 2                            | Мэттью                            | Видеофильм                                 |
| 1991 | Лагерь страха                                 | пьяница                           |                                            |
| 1992 | Телефон дьявола 2                             | Туррелл                           | Видеофильм                                 |
| 1992 | Музей восковых фигур 2: Затерянные во времени | отчим Сары                        |                                            |
| 1993 | Москит                                        | Фило                              | В титрах: Buck Flower                      |
| 1993 | Чернокнижник: Армагеддон                      | мужчина в толпе                   |                                            |
| 1993 | Мешки для трупов                              | бродяга                           | Эпизод: «Бензоколонка»                     |
| 1994 | Тэмми и Ти-Рекс                               | Норвилл                           |                                            |
| 1995 | Деревня проклятых                             | Карлтон                           | Режиссёр: Джон Карпентер                   |
| 1996 | Лесной воин                                   | Барни                             |                                            |
| 1997 | Цель № 1                                      | мойщик окон                       |                                            |
| 1997 | Исполнитель желаний                           | бездомный                         | В титрах: Buck Flower                      |
| 2001 | Точка падения                                 | Эдвард Симмонс                    |                                            |
| 2001 | Провинциалы                                   |                                   | Сценарист                                  |
| 2004 | Они среди нас                                 | старый Чак                        | Телефильм                                  |
| 2004 | Повелитель кукол: Наследие                    | Мэттью                            | Хроника; в титрах не указан                |